# Yu-Gi-Oh! VRAINS
Yu-Gi-Oh! VRAINS (Nhật: 遊☆戯☆王VRAINS（ヴレインズ） Hepburn: Yū-Gi-Ō Vureinzu) là một serie anime Nhật Bản. Nó là chuyển thể chính thứ tư của Yu-Gi-Oh!. Phim bắt đầu được chiếu tại Nhật Bản trên TV Tokyo từ 10 tháng 5 năm 2017.

## Cốt truyện
Series này diễn ra 10 năm trong tương lai, trong một thành phố với hệ thống mạng tiên tiến được gọi là Thành phố Den. Tại thành phố này, một không gian VR được gọi là LINK VRAINS được xây dựng bằng công nghệ mạng tiên tiến của SOL Technology. Tuy nhiên, một nhóm hacker huyền bí đã trải qua cuộc đấu tay đôi đã xuất hiện trong LINK VRAINS được biết đến dưới cái tên Knights of Hanoi.
Một duelist tên là Playmaker đứng trước nguy cơ này. Danh tính thực sự của anh là Yusaku Fujiki, một học sinh trung học đệ nhất phẩm năm đầu. Yusaku chiến đấu để tìm ra sự thật về một sự cố đã xảy ra trong quá khứ. Trong những trận đấu của mình, Yusaku đã nắm bắt được một chương trình AI bí ẩn được tìm kiếm bởi cả SOL Technology và Knights of Hanoi..